# Хейберг, Аксель
Аксель Хейберг (норв. Axel Heiberg, 16 марта 1848 — 4 сентября 1932) — норвежский дипломат, финансист и меценат.

## Биография
Образование получил за границей, на дипломатической службе работал в Китае. После возвращения в Норвегию в 1876 году финансировал основание пивоваренной компании братьев Амунда и Эллефа Рингнесов. Совместно Хейберг, Рингнесы, судовладелец Томас Фирнли, Фритьоф Нансен и Отто Свердруп финансировали три норвежские полярные экспедиции на корабле «Фрам», будучи членами совета директоров судоходной компании «Фрама»: экспедицию Нансена 1893—1896 гг., экспедицию Свердрупа в Канадский Арктический архипелаг в 1898—1902 гг. и экспедицию Амундсена в Антарктиду 1910—1912 гг.
Хейберг в 1878 г. основал клуб спортивной гребли Christiania RK. Основал Konsul Axel Heibergs og Fabrikkeier Hans B. Fasmers fond, чьи активы в 1915 г. перешли в Нансеновский фонд. В 1898 г. стал сооснователем Норвежского лесного общества (Det norske Skogselskap), чьим главой оставался до 1923 г. За счёт его средств были поставлены статуи Генрика Ибсена и Бьёрнстерне Бьёрнсена перед зданием Национального театра в Осло.
В честь Хейберга названы: острова в Карском море, остров в Канадском арктическом архипелаге, 48-км ледник в Трансантарктических горах.
Был женат на Рангхильд Мейер — дочери бизнесмена Торвальда Мейера (1818—1909). У них была единственная дочь — Ингеборг Хейберг.